# Zsombor Veress
Zsombor Veress (sinh ngày 24 tháng 12 năm 1999) là một cầu thủ bóng đá người România thi đấu cho Sepsi Sfântu Gheorghe ở vị trí tiền đạo.